# Brillengalago
Der Brillengalago (Galago matschiei, Syn.: G. inustus) ist eine Primatenart aus der Familie der Galagos (Galagonidae).

## Merkmale
Brillengalagos erreichen eine Kopfrumpflänge von 15 bis 20 Zentimetern, wozu noch ein 20 bis 28 Zentimeter langer Schwanz kommt. Das Gewicht beträgt 170 bis 250 Gramm. Ihr Fell ist am Rücken in einem dunklen Rotgrau gefärbt, der Bauch ist heller. Die Augen, die als Anpassung an die nachtaktive Lebensweise vergrößert sind, sind von auffälligen Augenringen umgeben. Die Ohren sind ebenfalls vergrößert, sie sind unbehaart und sehr beweglich.

## Verbreitung und Lebensraum

Verbreitungsgebiet (rot)

Brillengalagos leben im Nordosten der Demokratischen Republik Kongo sowie in den angrenzenden Regionen Ugandas, Ruandas und Burundis. Ihr Lebensraum sind tropische Primär- und Sekundärwälder.

## Lebensweise
Diese Primaten sind wie alle Galagos nachtaktiv, tagsüber schlafen sie in Blätternestern oder Baumhöhlen. In der Nacht gehen sie auf Nahrungssuche, dabei bewegen sie sich senkrecht kletternd und springend fort und halten sich eher in den unteren Schichten der Bäume auf. Ihre Nahrung besteht vorwiegend aus Insekten und Baumsäften.

## Gefährdung
In Teilen ihres Verbreitungsgebietes sind Brillengalagos von Waldrodungen betroffen, insgesamt ist die Art aber häufig und laut IUCN „nicht gefährdet“ (least concern).